# Fed Cup 2011 – Americká zóna
Americká zóna Fed Cupu 2011 byla jednou ze tří zón soutěže, kterých se účastnily státy ležící v daných regionech, v tomto případě týmy ze států nacházejích se na americkém kontinentu. Do soutěže Americké zóny nastoupilo 18 družstev, z toho osm účastníků hrálo v 1. skupině a deset pak ve 2. skupině. Součástí herního plánu byly také dvě baráže.

## 1. skupina
- Místo konání: Tenis Club Argentino, Buenos Aires, Argentina (antuka, venku)
- Datum: 2. – 5. února

Osm týmů bylo rozděleno do dvou bloků A a B po čtyřech družstvech. Vítězové obou bloků se utkaly v zápase o postup do baráže o Světovou skupinu II pro rok 2012. Družstva, která se umístila na třetím a čtvrtém místě obou bloků spolu sehrála zápas, z něhož poražený sestoupil do 2. skupiny Americké zóny pro rok 2012. Třetí z bloku A se utkal se čtvrtým z bloku B a naopak. 

### Bloky
|    | Blok A          | ARG | PER | PAR | BOL |
| 1. | Argentina (2–1) |     | 3–0 | 1–2 | 3–0 |
| 2. | Peru (2–1)      | 0–3 |     | 2–1 | 3–0 |
| 3. | Paraguay (2–1)  | 2–1 | 1–2 |     | 2–1 |
| 4. | Bolívie (0–3)   | 0–3 | 0–3 | 1–2 |     |

|    | Blok B         | COL | BRA | CHI | MEX |
| 1. | Kolumbie (3–0) |     | 2–1 | 3–0 | 3–0 |
| 2. | Brazílie (2–1) | 1–2 |     | 2–1 | 3–0 |
| 3. | Chile (1–2)    | 0–3 | 1–2 |     | 2–1 |
| 4. | Mexiko (0–3)   | 0–3 | 0–3 | 1–2 |     |

### Baráž
| Pořadí      | Vítěz     | Výsledek | Poražený |
| ----------- | --------- | -------- | -------- |
| Postup      | Argentina | 3–0      | Kolumbie |
| 3.–4. místo | Brazílie  | 2–1      | Peru     |
| Sestup      | Paraguay  | 2–1      | Mexiko   |
| Sestup      | Bolívie   | 2–1      | Chile    |

- Argentina postoupila do baráže Světové skupiny II,
- Mexiko a  Chile sestoupily do 2. skupiny Americké zóny pro rok 2012.

## 2. skupina
- Místo konání: Centro Nacional de Tenis, Santo Domingo, Dominikánská republika (tvrdý, venku)
- Datum: 16. – 22. května

Deset týmů bylo rozděleno do dvou bloků A a B po pěti družstvech. První dva týmy z každého bloku se utkaly v baráži o postup do 1. skupiny Americké zóny pro rok 2012, a to zápasem první z bloku A s druhým z bloku B a naopak. Vítěz zápasu si zajistil postup. 

### Bloky
|    | Blok A                       | GUA | URU | PUR | DOM | TRI |
| 1. | Guatemala (4–0)              |     | 2–1 | 2–1 | 3–0 | 3–0 |
| 2. | Uruguay (3–1)                | 1–2 |     | 2–1 | 2–1 | 2–1 |
| 3. | Portoriko (1–3)              | 1–2 | 1–2 |     | 2–1 | 1–2 |
| 4. | Dominikánská republika (1–3) | 0–3 | 1–2 | 1–2 |     | 2–1 |
| 5. | Trinidad a Tobago (1–3)      | 0–3 | 1–2 | 2–1 | 1–2 |     |

|    | Blok B          | VEN | BAH | ECU | CRC | PAN |
| 1. | Venezuela (4–0) |     | 3–0 | 3–0 | 3–0 | 3–0 |
| 2. | Bahamy (3–1)    | 0–3 |     | 2–0 | 3–0 | 3–0 |
| 3. | Ekvádor (2–2)   | 0–3 | 0–2 |     | 3–0 | 3–0 |
| 4. | Kostarika (1–3) | 0–3 | 0–3 | 0–3 |     | 3–0 |
| 5. | Panama (0–4)    | 0–3 | 0–3 | 0–3 | 0–3 |     |

### Baráž
| Pořadí       | Vítěz                  | Výsledek | Poražený  |
| ------------ | ---------------------- | -------- | --------- |
| Postup       | Guatemala              | 0–2      | Bahamy    |
| Postup       | Uruguay                | 0–2      | Venezuela |
| 5.–6. místo  | Portoriko              | 1–2      | Ekvádor   |
| 7.–8. místo  | Dominikánská republika | 3–0      | Kostarika |
| 9.–10. místo | Trinidad a Tobago      | 2–1      | Panama    |

- Bahamy a  Venezuela postoupily do 1. skupiny Americké zóny pro rok 2012.